# Günther Lützow
Günther Lützow (Kiel, 4 de septiembre de 1912 - desaparecido cerca de Donauwörth, 24 de abril de 1945) fue un militar y aviador alemán, considerado un as de la aviación. Intervino en la guerra civil española y poco después en la Segunda Guerra Mundial.

## Biografía
Nació en Kiel el 4 de septiembre de 1912. Era descendiente de una ilustre familia de marinos alemanes. Desapareció en acción el 24 de abril de 1945.
Aprendió a volar en 1931, siendo enviado después al aeródromo clandestino alemán de Lípetsk en la Unión Soviética para recibir entrenamiento militar. A su regreso es transferido a un regimiento de infantería, hasta que se reincorpora a la clandestina Luftwaffe en 1934.

### Guerra civil española
A principios de 1937, es enviado a España a servir con la Legión Cóndor, asumiendo el mando del 2/J 88. 
Su escuadrilla es seleccionada para ser dotada con los nuevos monoplanos Me-109. El 6 de abril de 1937, Lützow derriba su primer avión, un Polikarpov I-15, siendo este el primer avión derribado por un Me-109.
El 26 de abril de 1937 escolta con su escuadrilla, la 2/J 88, a las tres escuadrillas de bombarderos Ju-52 del K/88 durante el bombardeo de Guernica.
Durante su estancia en España, derribó 5 aviones, regresando a Alemania sobre octubre de 1937.
En noviembre de 1938, es designado jefe de instructores en la escuela de caza de Werneuchen, la primera escuela de caza creada por la Luftwaffe.

### Segunda Guerra Mundial

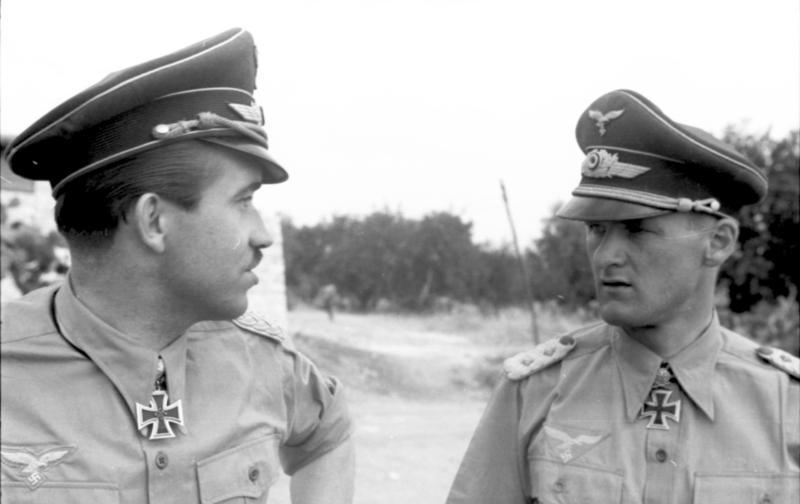
Lützow y Adolf Galland en Italia

El 3 de noviembre de 1939, asume el mando del I/JG 3, liderando su grupo durante la batalla de Francia, en la que derriba 9 aviones. En agosto de 1940 toma el mando del JG 3, continúa reclamando derribos, acreditando 23 en diciembre de 1940.
En 1941 su unidad es destacada en el Este para participar en la operación Barbarroja. Derriba su avión n.º 24 el 22 de junio de 1941, acumulando más derribos, hasta que el 12 de octubre de 1941 obtiene su derribo n.º 100. En solo cuatro meses consigue 77 derribos.
En agosto de 1942, es ascendido y destinado a la plana mayor de la Inspección de Caza, mandada por el General Adolf Galland, encargándose de la caza diurna en el frente oriental. En julio de 1943 es puesto al mando de la caza en Italia, y en marzo de 1944 toma el mando de toda la caza (diurna y nocturna) en el Oeste de Alemania.
Tras asumir diversos mandos, en 1945 es elegido por sus compañeros de la Luftwaffe portavoz durante el «motín de los Ases», la reunión con Hermann Göring en la que se le expuso al mismo, de manera crítica, sus errores al frente de la Luftwaffe. La revancha de Göring a las duras críticas que le hizo Lützow fue desterrar a varios pilotos; a Lützow lo desterró a Italia, aparte de amenazarle con fusilarlo. Tras la dimisión de Galland al frente de la Inspección de Caza, éste crea la JV 44, el escuadrón de los Ases, con los nuevos reactores Me-262. Lützow regresa sin permiso a Alemania, uniéndose a la famosa unidad.

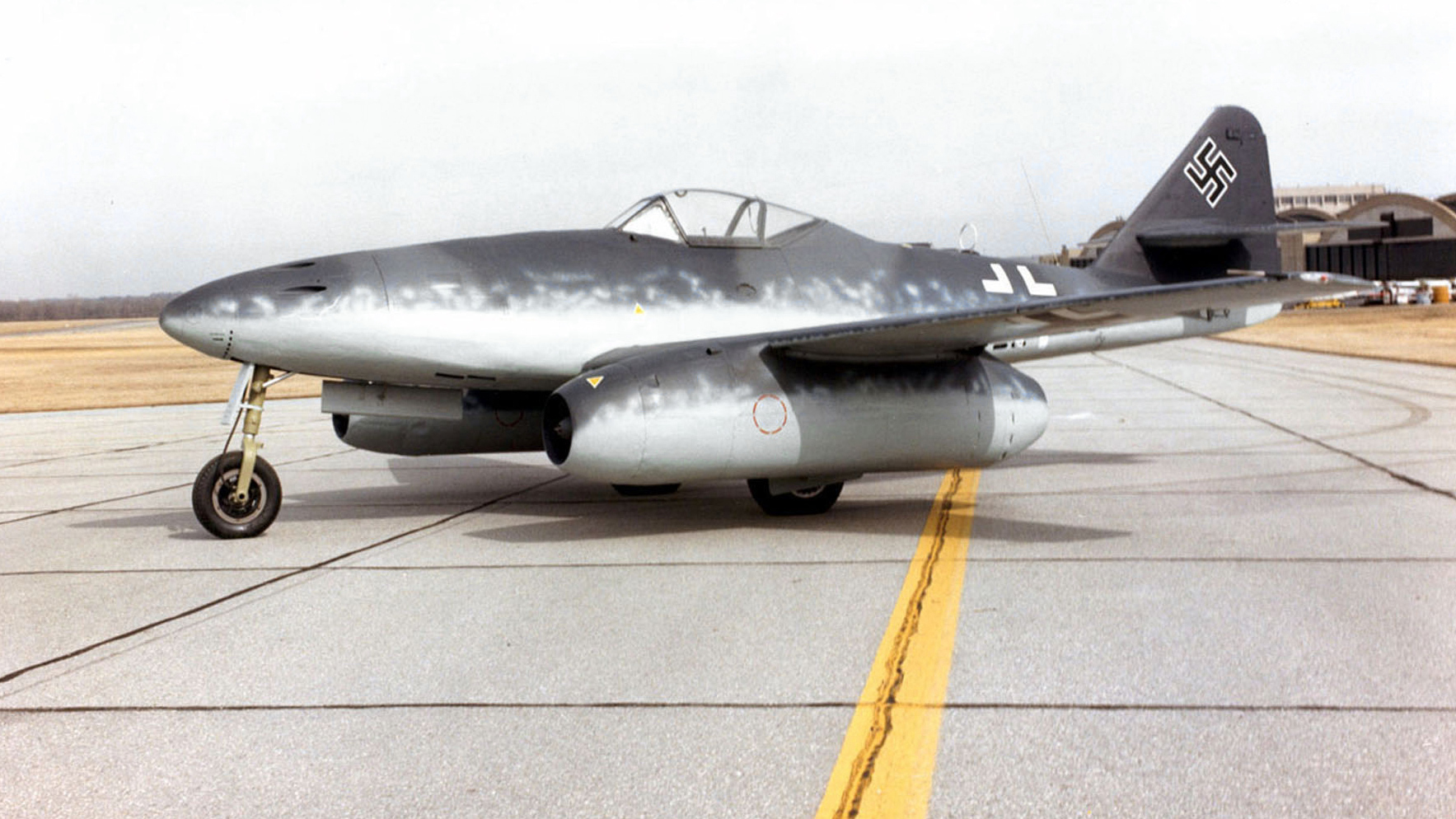
Un Me-262 similar al volado por Lützow.

### Desaparición
El 24 de abril de 1945, pilotando un Me-262, desaparece en combate, perdiéndose su rastro cerca de Donauwörth, tras haber acreditado 110 derribos.
Su avión y sus restos mortales no han sido localizados.

## Condecoraciones
- Eisernes Kreuz 2.Klasse (1939) - (Cruz de Hierro de 2.ª Clase de 1939).
- Eisernes Kreuz 1.Klasse (1939) - (Cruz de Hierro de 1.ª Clase de 1939).
- Medalla de la Campaña de España 1936-1939.
- Medalla Militar Individual de España.
- Verwundetenabzeichen in Schwarz (1939) - (Placa de herido en bronce de 1939).
- Ritterkreuz des Eisernen Kreuzes - (Cruz de Caballeros de la Cruz de Hierro).
- Eichenlau - (Hojas de Roble para la Cruz de Caballeros de la Cruz de Hierro).
- Schwerten - (Espadas para la Cruz de Caballeros de la Cruz de Hierro).
- Wehrmachtbericht - (Mencionado en el "Informe de las Fuerzas armadas").
- Deutsches Kreuz in Gold - (Cruz alemana en oro).
- Spanienkreuz, Gold mit Schwertern und Brillianten - (Cruz española, en oro con espadas y diamantes).
- Dienstauszeichnung der Wehrmacht (4 Jahre - Luftwaffe) - (Cruz en plata por 4 años de servicios en la Luftwaffe).
- Gemeinsames Flugzeugfuhrer-Beobachter Abzeichen mit Brillianten - (Insignia combinada de observación de pilotos con diamantes).
- Frontflugspange für Aufklärer in Gold mit Anhänger und Einzatszahl “300“ - (Broche en oro de vuelo en misiones del Frente Oriental con pendiente de 300 misiones).
- Medaille "Winterschlacht im Osten 1941/42" (1942) - (Medalla de la Campaña en el Este 1941/42).
- Medaille zur Erinnerung an die Heimkehr des Memellandes (1939) - (Medalla Conmemorativa por el Retorno de Memel o Madalla Memel).